# خوسيه لويس ماروفو
خوسيه لويس ماروفو (بالإسبانية: José Marrufo)‏ هو لاعب كرة قدم فنزويلي في مركز الدفاع، ولد في 6 فبراير 1996 في Turén , Portuguesa ‏ في فنزويلا. لعب مع ديبورتيفو لارا.

## وصلات خارجية
- خوسيه لويس ماروفو على موقع قاعدة بيانات كرة القدم.إي يو (الإنجليزية)
- خوسيه لويس ماروفو على موقع Soccerway.com (الإنجليزية)